# Paul Broca
« Broca » redirige ici. Pour les autres significations, voir Broca (homonymie).
Paul Pierre Broca, né le 28 juin 1824 à Sainte-Foy-la-Grande et mort le 9 juillet 1880 à Paris, est un médecin, anatomiste et anthropologue français. Le nom de Broca est resté attaché à celui d'une forme d'aphasie qu'il décrivit avec précision en 1861.

## Biographie

### Origines et études

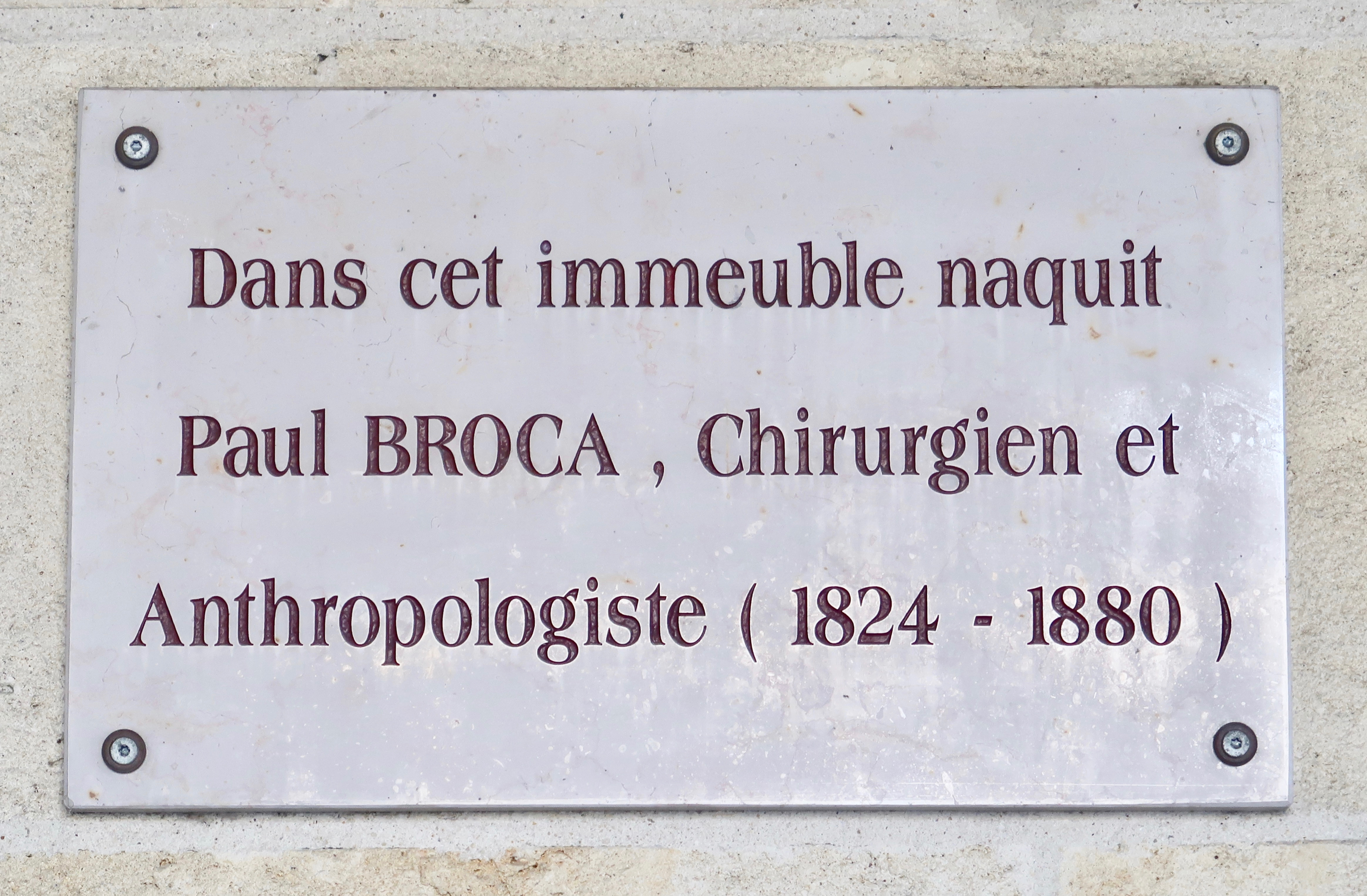
Plaque commémorative, au 21, rue Louis-Pasteur à Sainte-Foy-la-Grande.

Paul Broca naît le 28 juin 1824 à Sainte-Foy-la-Grande, en France, dans un foyer protestant ; son père Benjamin Broca est médecin et chirurgien des armées impériales, et sa mère, Annette Thomas, est la fille d'un pasteur protestant, maire de Bordeaux sous la Révolution.
Enfant prodige, il obtient simultanément un baccalauréat en littérature, mathématiques et physique. Il entre à dix-sept ans à la faculté de médecine de Paris et obtient son diplôme à vingt ans, à l'âge où ses contemporains commencent juste leurs études de médecine. Il est chirurgien des hôpitaux et agrégé à vingt-huit ans.

### Carrière scientifique
Il devient professeur de pathologie chirurgicale à l'université de Paris et un chercheur médical renommé dans plusieurs domaines. À vingt-quatre ans, il est déjà couvert de médailles et de récompenses. Ses premiers travaux scientifiques portent sur l'histologie du cartilage et des os, mais il étudie aussi le cancer, le traitement de l'anévrisme et la mortalité infantile. Ses travaux de neuroanatomie ont contribué à une meilleure compréhension du système limbique et du rhinencéphale.
En 1859, Broca et son collègue Eugène Azam rendent compte devant l'Académie des sciences d'une intervention chirurgicale pratiquée sous anesthésie hypnotique.
Mais ce qui lui assure sa place dans l'histoire de la médecine est sa découverte du « centre de la parole » dans le cerveau (connue maintenant comme l'aire de Broca) situé dans la troisième circonvolution du lobe frontal, découverte qu'il présente à la Société d'anthropologie de Paris, à partir de 1861, au cours d'un débat passionné avec les tenants du holisme cérébral,. Il est parvenu à cette conclusion en étudiant les cerveaux de patients aphasiques (incapables de parler), en particulier celui de son premier patient à l'hôpital du Kremlin-Bicêtre, M. Leborgne, surnommé « Tan » parce que c'était la seule syllabe qu'il parvenait à prononcer, et qu'il répétait. Broca montre que celui-ci souffrait d'une lésion neurosyphilitique du lobe frontal gauche. Il en infère que cette zone est fortement impliquée dans la production de la parole.

### Travaux
Broca est aussi un pionnier en anthropologie physique. Il fonde la Société d'anthropologie de Paris en 1859, la Revue d'anthropologie en 1872 et l'École d'anthropologie de Paris en 1876. Il fait avancer l'anthropométrie craniale en développant de nouveaux instruments de mesure et de nouveaux indices numériques.
Il s'est intéressé à la biologie : il a notamment été le premier à rattacher le rachitisme « à un trouble de la nutrition pendant la croissance ».
Enfin, Paul Broca fut un pionnier de l'imagerie cérébrale en inventant une « couronne thermométrique » avec laquelle il pensait pouvoir mesurer les variations de température de la surface du crâne dues à des changements de l'activité du cerveau. Dans une publication de 1861 pour le Bulletin de l'Académie de Médecine, il relate ainsi que lorsqu'on fait exécuter une tâche exigeant de la concentration à un participant, on mesure une augmentation de la température du crâne au niveau des lobes frontaux. Du fait de la difficulté pratique et de la sensibilité de la méthode, la couronne thermométrique sera cependant abandonnée.
Travailleur acharné, il a écrit des centaines de livres et d'articles, dont 53 sur le cerveau. Il a aussi cherché à améliorer les soins de santé des démunis en soutenant l'Assistance publique. Parmi ses étudiants, on peut citer Paul Topinard et Joseph Deniker.

### Fin de vie

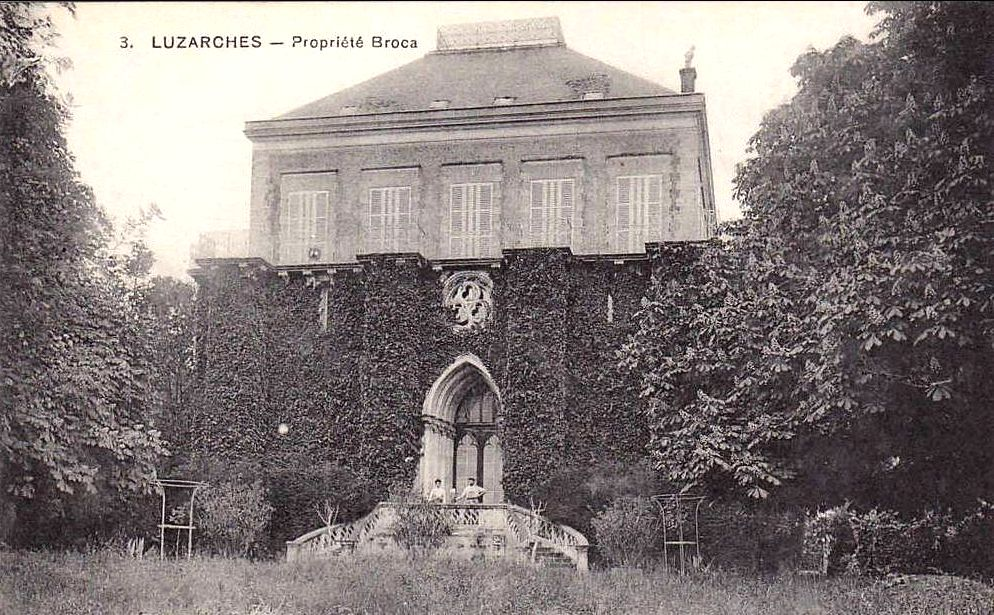
Propriété Broca à Luzarches.

À Luzarches (Val-d'Oise), Paul Broca possède entre 1872 et 1880 une résidence secondaire, construite au milieu du XIXe siècle sur la base d'un ancien donjon.
Il meurt subitement d'une rupture d'anévrisme, âgé seulement de 56 ans, le 9 juillet 1880. Son cerveau est conservé au laboratoire d'anthropologie du Muséum national d'histoire naturelle et sa découverte dans le dépôt du Muséum est le point de départ de l'écriture du livre Broca's Brain: Reflections on the Romance of Science de Carl Sagan.

## Positions scientifiques racialistes
Postulant une relation entre l'anatomie du crâne et l'intelligence, Paul Broca a entrepris de comparer les capacités crâniennes des peuples dits primitifs, supposés inférieurs en intelligence, et celles des peuples réputés supérieurs (les Blancs). Ainsi il conteste Friedrich Tiedemann, qui affirmait qu'on ne pouvait pas distinguer les Noirs des Blancs d'après leur capacité crânienne : « On a vu que la capacité crânienne des noirs de l'Afrique occidentale (1 372,12 cm3) est inférieure d'environ 100 cm3 à celle des races d'Europe », affirme-t-il, en liant cette estimation à sa thèse selon laquelle la petitesse du cerveau constitue un caractère d'infériorité caractéristique des peuples « primitifs ».  
Désireux de promouvoir l'anthropologie comme science naturelle, Paul Broca a cherché à la fonder sur des mesures quantitatives. Alice Conklin, analysant ce pan des recherches de Broca, fondateur en 1860 de la Société d'anthropologie de Paris, écrit : « Le triste exploit d’un groupe d’anthropologistes du XIXe siècle [Broca et ses disciples] consista à donner une tournure plus scientifique qu’elle n’eut jamais, ni en France ni à l’étranger, à la doctrine de la race ». L'historienne Carole Reynaud-Paligot parle  d'« un certain consensus sur l'inégalité des races et leur inégale perfectibilité » au sein de la Société d'anthropologie fondée par Broca. On peut cependant objecter à l'hypothèse d'un tel consensus l'élection en 1884 à cette même Société d'anthropologie de Joseph Anténor Firmin, avocat et homme politique haïtien, auteur du livre De l'Égalité des races humaines (Anthropologie positive). L'auteur, se qualifiant lui-même de noir, y expose dans la préface comment plusieurs membres de cette société l'ont incité à s'y faire élire, et comment il y a trouvé un lieu où débattre contre les thèses racialistes,. Un des cofondateurs, Louis Pierre Gratiolet, anatomiste et zoologue, s'y opposait régulièrement à certaines positions de Broca, notamment sur la supposée relation entre volume du cerveau et intelligence.
Si le déterminisme biologique de la « race » n'est pas absolu, Broca considère cependant que certains peuples, n'ayant jamais connu de véritables progrès, n'en connaîtront jamais.
L'usage par des idéologues racistes des mesures et des conclusions de Broca a été largement discuté par Stephen Jay Gould dans La Mal-mesure de l'homme (1981).

## Différences encéphaliques entre les sexes
Paul Broca s'est fondé sur l'étude du volume du crâne pour tenter de démontrer l'infériorité intellectuelle naturelle des femmes. Ainsi, ayant trouvé que les cerveaux des hommes pèsent en moyenne 181 g de plus que ceux des femmes, il minore l'explication scientifique de cette variation par des différences de taille (les hommes étant généralement plus grands que les femmes), et rapporte plutôt ces mesures à une inégalité intellectuelle : « On s’est demandé, dit-il, si la petitesse du cerveau de la femme ne dépendait pas exclusivement de la petitesse de son corps. Pourtant il ne faut pas perdre de vue que la femme est en moyenne un peu moins intelligente que l’homme. Il est donc permis de supposer que la petitesse relative du cerveau de la femme dépend à la fois de son infériorité physique et de son infériorité intellectuelle ». De plus, cette étude sur le poids des cerveaux repose sur un postulat inexact selon lequel il y aurait une corrélation entre le poids du cerveau et l'intelligence : le cerveau d'Einstein, par exemple, pesait largement moins que la moyenne des cerveaux d'hommes pesés par Paul Broca. 
Comme d'autres scientifiques du XIXe siècle, Paul Broca utilise dans sa description des femmes des éléments provenant de la raciologie ; les femmes étaient comparés aux peuples dits primitifs, aux « sauvages », aux « races inférieures ». Paul Broca déclare ainsi en 1861 : « En moyenne, la masse de l’encéphale est plus considérable chez l’homme que chez la femme, chez les hommes éminents que chez les hommes médiocres, et chez les races supérieures que chez les races inférieures [...]. Toutes choses égales d’ailleurs, il y a un rapport remarquable entre le développement de l’intelligence et le volume du cerveau ».
Paul Broca a également pratiqué des clitoridectomies, ablations du clitoris, afin d'empêcher la masturbation féminine.

## Opinions sur la société française et la religion
Encore étudiant, il a fondé, en 1848, la Société des libres-penseurs, et il fut dénoncé aux autorités comme subversif, matérialiste et corrupteur de la jeunesse.
Son regard sur la situation politique de son époque était déjà sans complaisance. En réaction aux journées de février, il écrit à ses parents le 15 avril 1848 : « Ainsi définie, la bourgeoisie a fait deux choses au dedans et au dehors : d'abord elle a joué envers la classe des travailleurs de toute sorte, travailleurs des mains et travailleurs de l'intelligence, le rôle que jouait jadis la noblesse envers le peuple tout entier. Lois électorales tant pour les députés que pour les conseils municipaux, lois sur l'organisation des jurés, lois sur le cautionnement des journaux, tout a été fait par elle pour anéantir l'influence de ceux qui possèdent peu ou point. Aussi sourde aux souffrances actuelles qu'aveuglée par les crises futures qu'elle préparait, elle a toujours refusé de s'occuper de la classe ouvrière ».

## Carrière politique

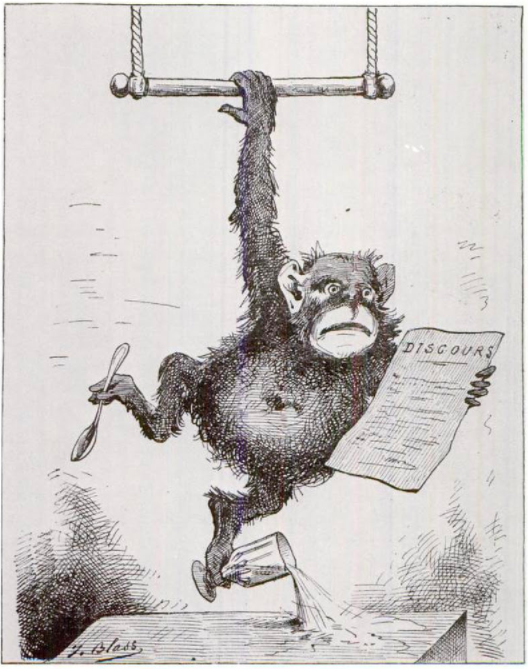
Caricature de Paul Broca par J. Blass dans Le Triboulet en 1880, après qu'il fut devenu sénateur : Le sénateur Broca donnera désormais des exemples de comportement en accord avec ses théories.

À la fin de sa vie, Paul Broca est élu sénateur inamovible. Il fut aussi membre de l'Académie de médecine et reçut des distinctions de plusieurs institutions en France et ailleurs.

## Darwin et Broca
Paul Broca est favorable à la théorie de la sélection naturelle de Charles Darwin.
En 1868, le naturaliste anglais Charles Darwin reproche cependant à Paul Broca de croire à l'existence, à Ceylan, de gallinacés sauvages sans queue. Darwin pensait que Broca avait été probablement trompé par une assertion qu'on trouve dans un livre du zoologiste néerlandais Coenraad Jacob Temminck sur l'existence d’un coq sauvage sans queue dans cette île.

## Hommages
Médecine
- Son nom est donné à une zone du cerveau qui assume majoritairement la parole, l'aire de Broca.

Paris
- Son nom est inscrit sur la tour Eiffel.
- Rue Broca (5e arrondissement de Paris).
- Université Paris-1, centre Broca[18]
- Son nom a été donné à un hôpital Parisien spécialisé en gérontologie.

Aquitaine

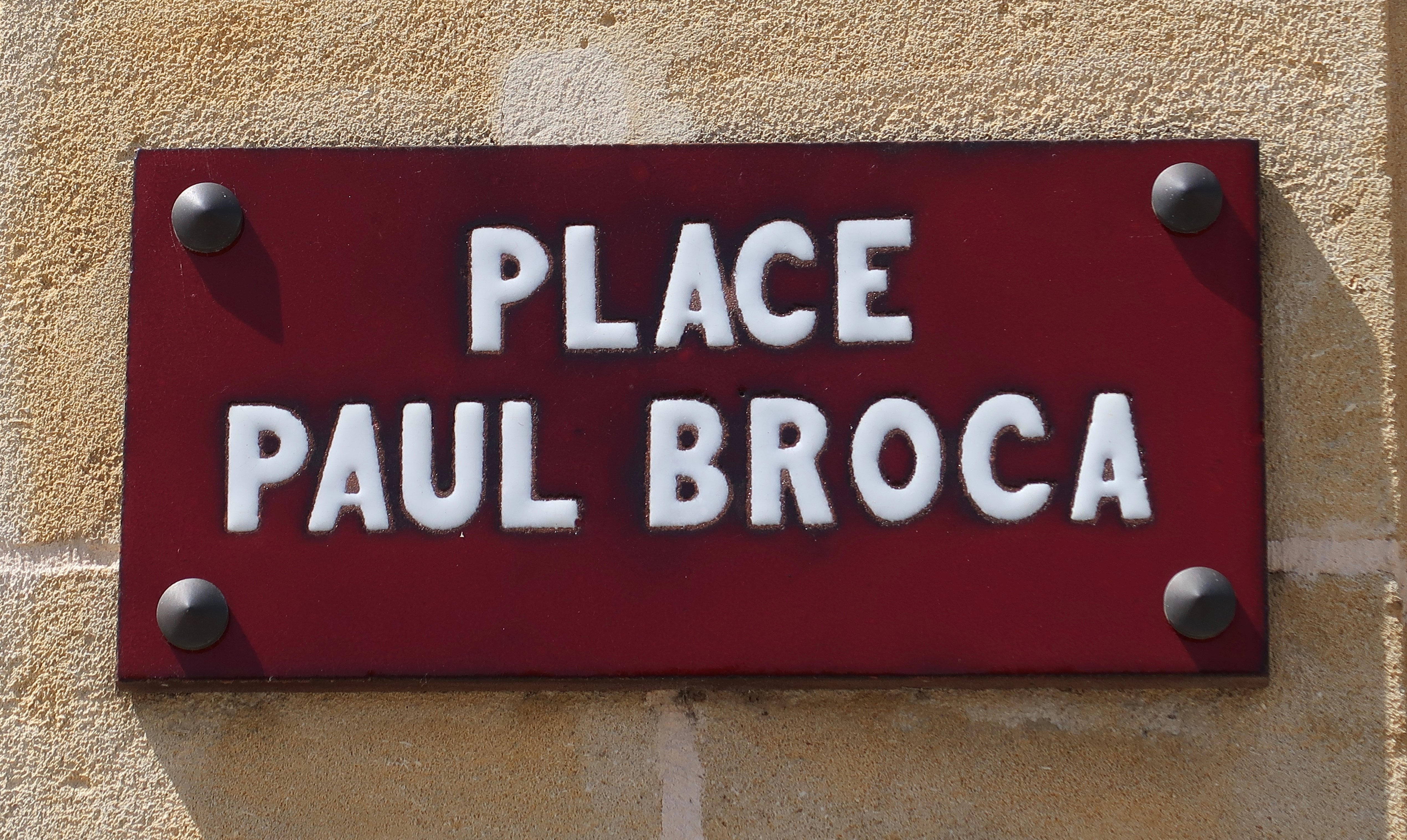
Plaque de la place Paul-Broca, dans sa ville natale de Sainte-Foy-la-Grande.

- Son nom a été donné au lycée professionnel de sa ville natale, Sainte-Foy-la-Grande (lycée Élisée-Reclus et Paul-Broca). Non loin, une place de la commune porte aussi son nom, ainsi qu'une avenue de la commune voisine de Pineuilh.
- Son nom a été donné à l'une des trois facultés de médecine de l'université Bordeaux II. En septembre 2017, le centre Broca Nouvelle-Aquitaine, bâtiment de l'université destiné à la recherche en neurosciences, est inauguré[19]. Il le premier centre de France à regrouper toutes les disciplines des neurosciences dans un seul et même endroit. Il devient aussi l’un des trois principaux centres européens de neuroscience[20]. Cette dénomination a été contestée, en raison des positions racistes et sexistes du scientifique[21].
- Près de l'université, une rue bordelaise porte aussi son nom[19].

Statues
- En 1887, une statue le représentant est inaugurée dans le 6e arrondissement de Paris, place Broca, actuelle place Henri-Mondor, à l’angle du boulevard Saint-Germain et de la rue de l'École de médecine. Œuvre du sculpteur Choppin, elle est plus tard déplacée dans la cour de l'École d'anthropologie pour laisser place à une statue de Danton. En 1941, sous le régime de Vichy, elle est retirée puis fondue[22], dans le cadre de la mobilisation des métaux non ferreux. À Sainte-Foy-la-Grande, un autre exemplaire de cette statue avait été inauguré en 1888, place Broca. Elle subit le même sort, fondue en 1942. Toutefois, en 1972, les descendants de Broca offrent un buste le représentant à la municipalité, qui le place dans l'hôtel de ville[23].

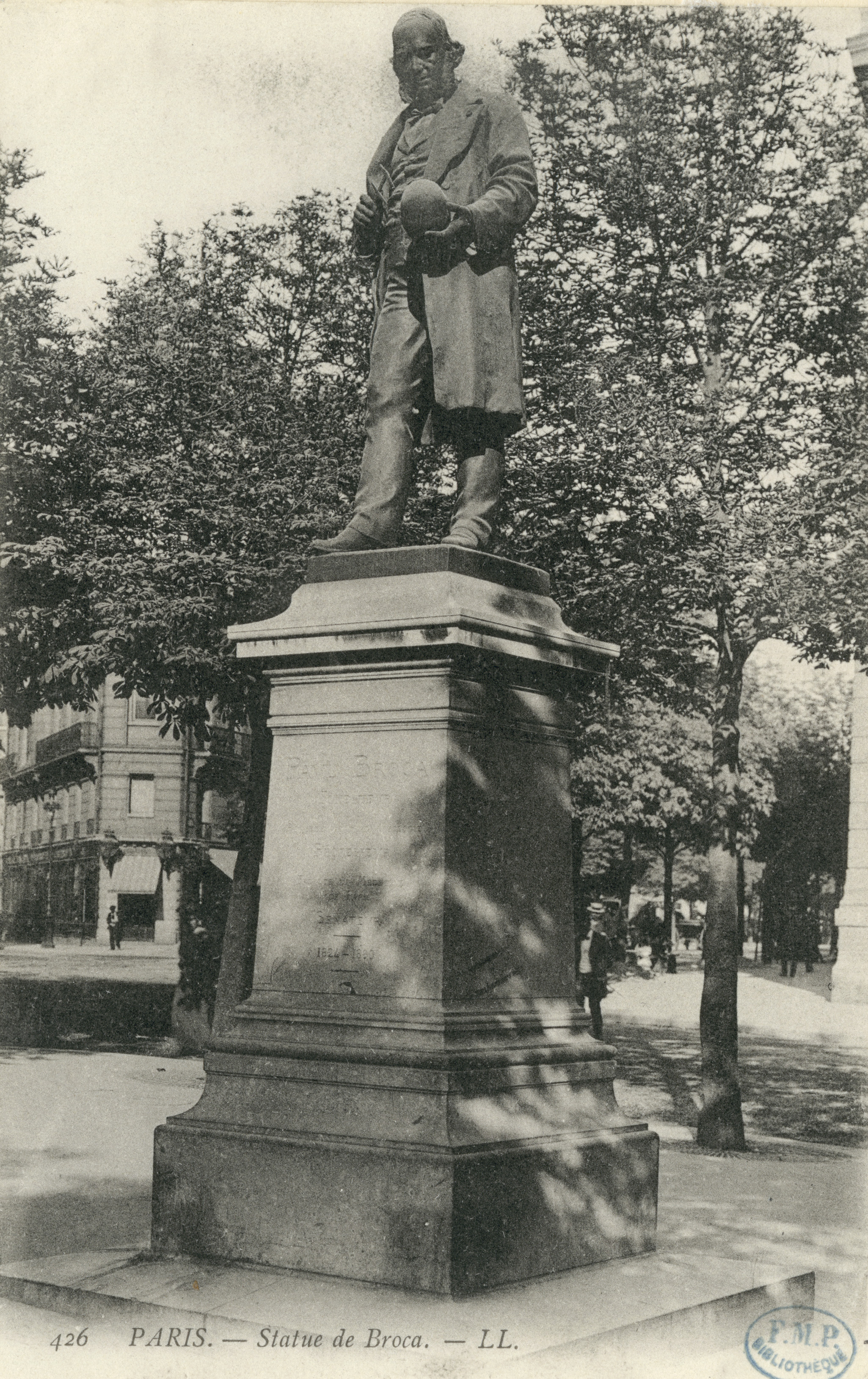
Statue à Paris.
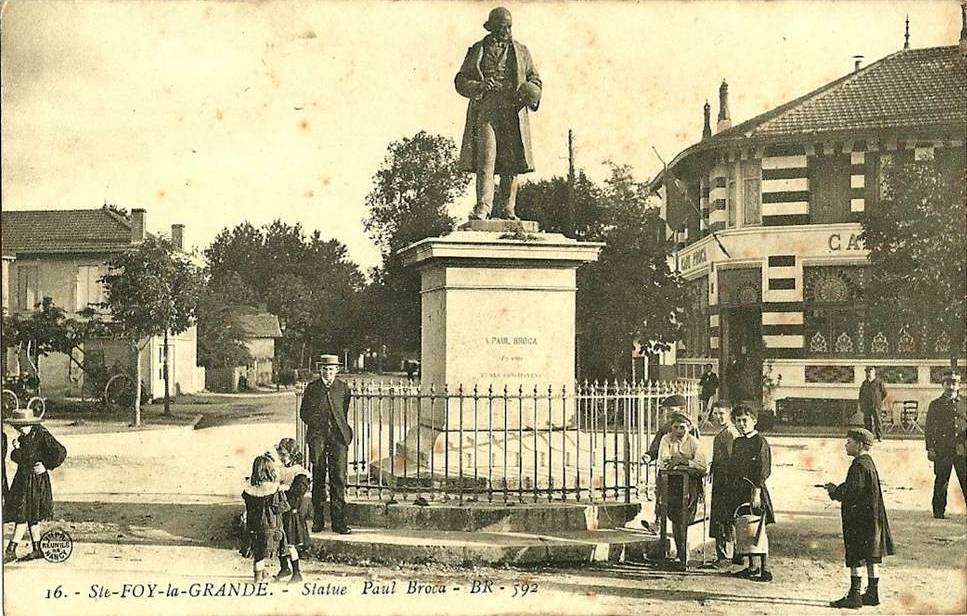
Statue à Sainte-Foy-la-Grande.
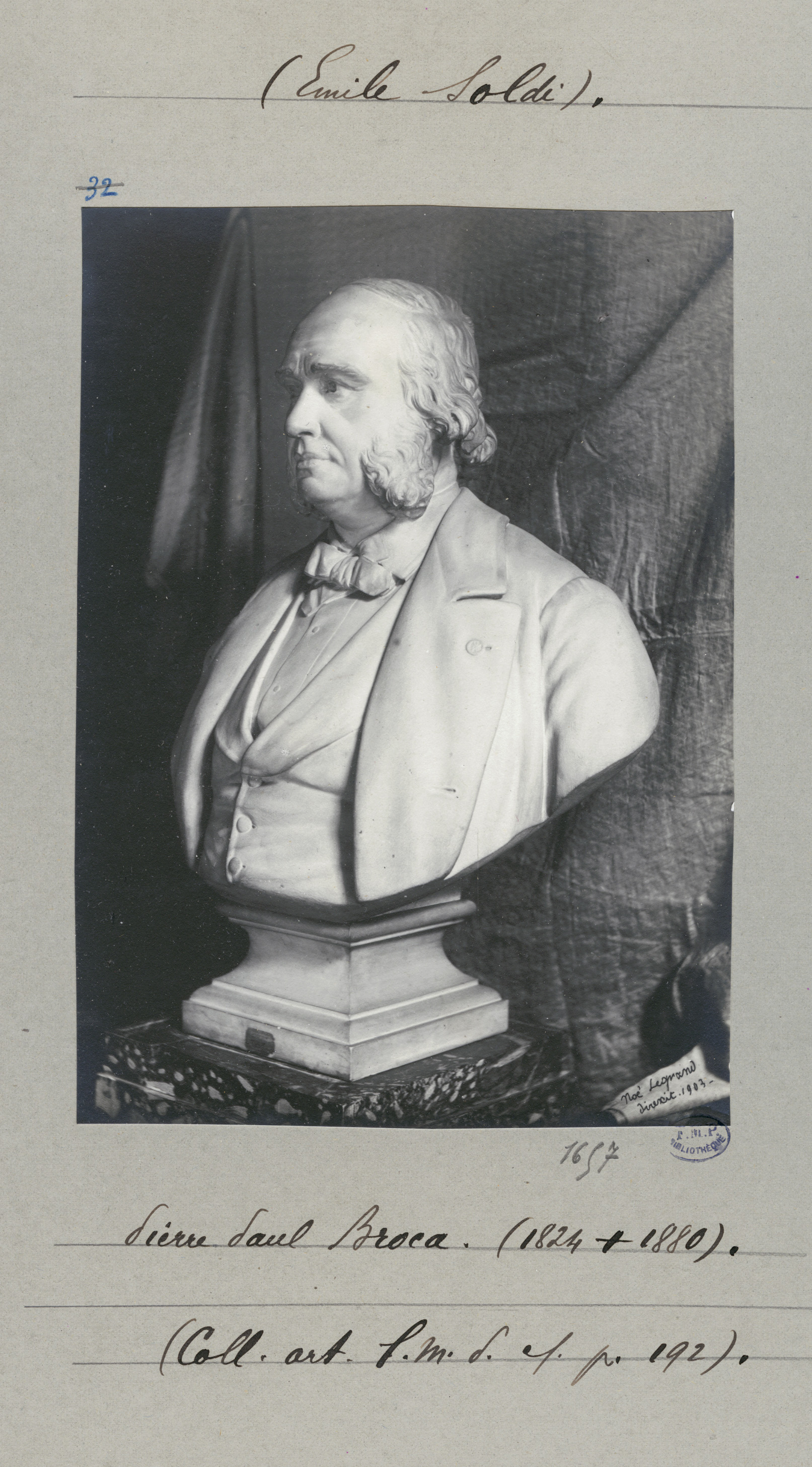
Buste de Paul Broca par Émile Sordi[Note 2].
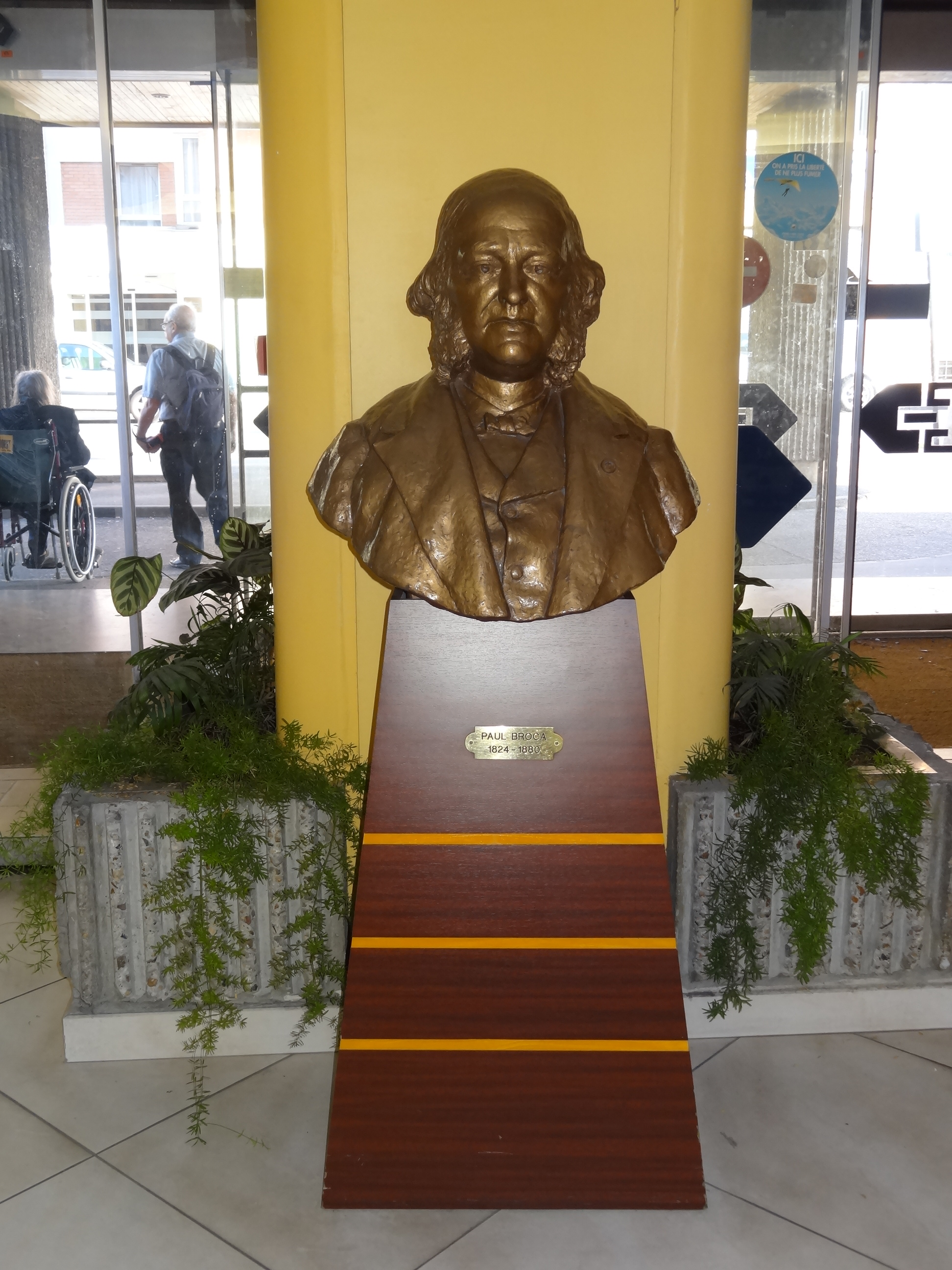
Buste de Paul Broca dans le hall de l'hôpital Broca de Paris.
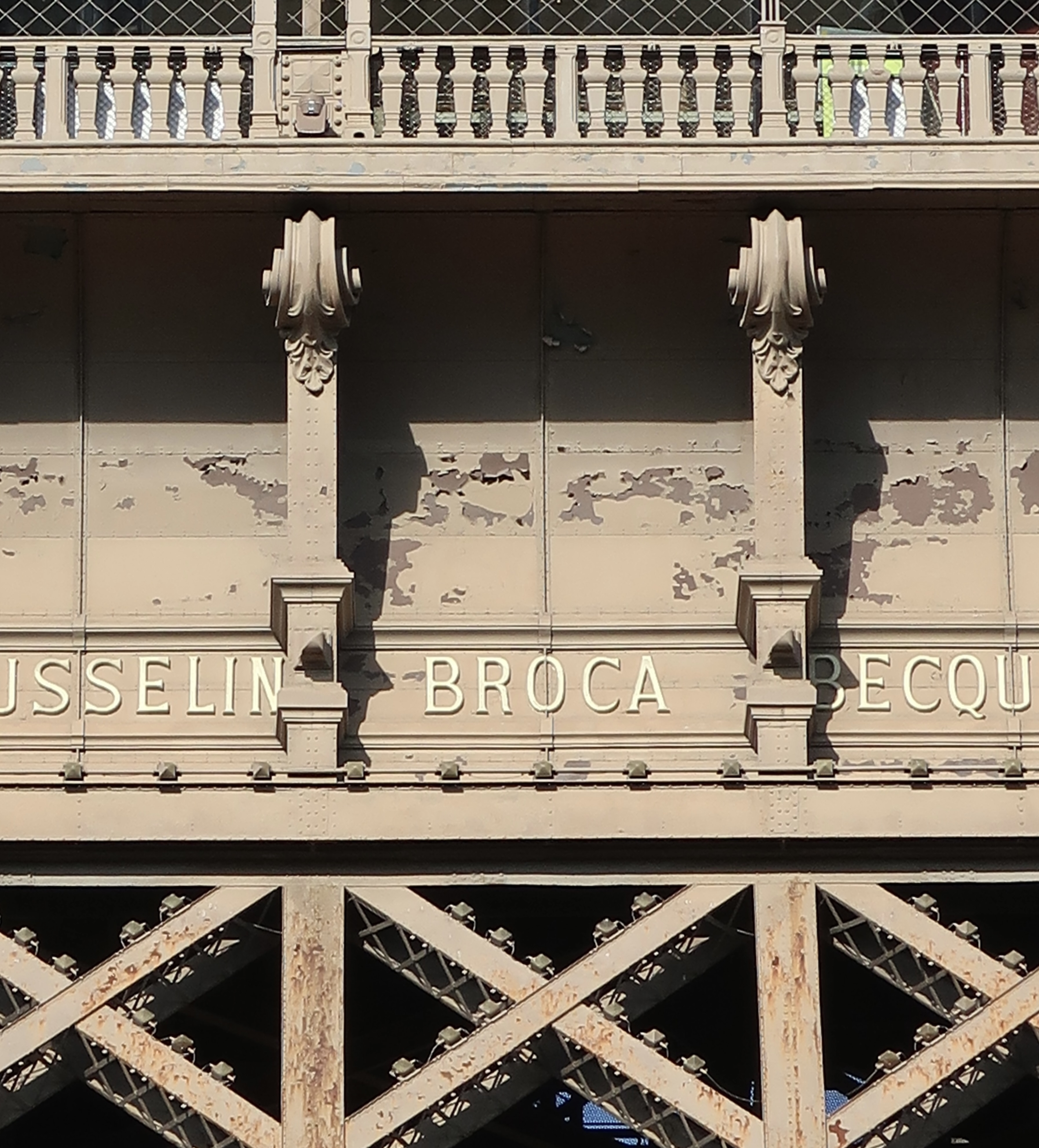
Nom inscrit sur la tour Eiffel.